# Deißlingen
Deißlingen est une commune de Bade-Wurtemberg (Allemagne), située dans l'arrondissement de Rottweil, dans le district de Fribourg-en-Brisgau.